# Ascensor Villanelo
El ascensor Villanelo es un funicular que conecta el sector céntrico de Viña del Mar con la parte alta. Es el único ascensor público de la comuna, a diferencia de la vecina ciudad de Valparaíso que posee una amplia red de ascensores.

## Historia

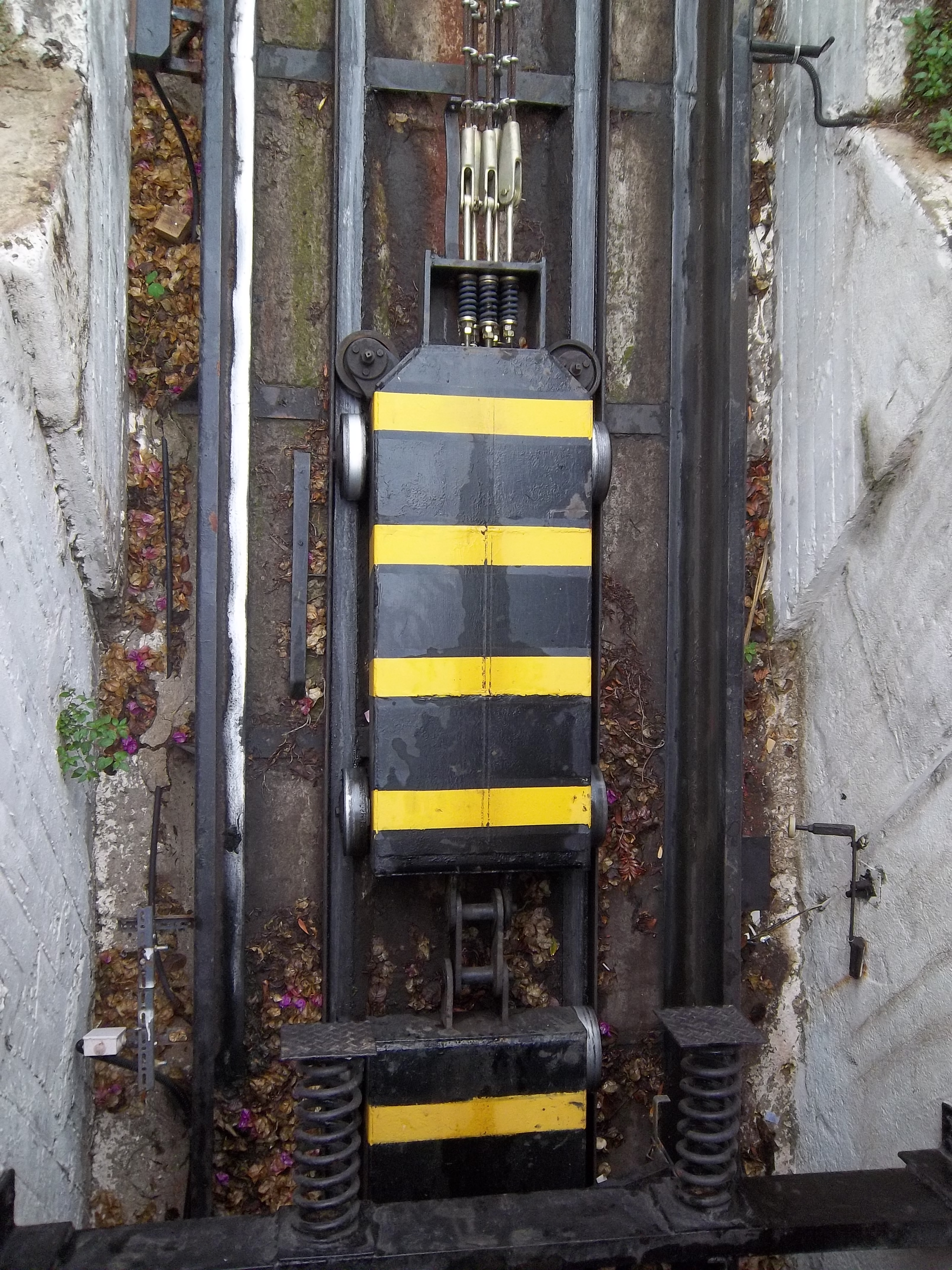
Contrapeso del ascensor.

En 1981 la Municipalidad de Viña del Mar concesionó por 5 años el servicio de estacionamientos en el estero Marga Marga, siendo adjudicado a la empresa constructora César Hugo López Rodríguez, con la condición de que se construyera un funicular en la calle Villanelo.
El ascensor, construido e instalado por Ascensores Hidalgo Ltda. y que recorre 70 metros lineales mediante una cabina con capacidad para 20 personas, fue inaugurado el 5 de septiembre de 1983. En 1984 el ascensor sufrió un atentado incendiario, por lo que dejó de funcionar temporalmente y la concesión se extendió hasta 1990, cuando fue entregado a la municipalidad viñamarina. Posteriormente su concesión fue entregada a una sociedad encabezada por Julio Matus Moraga.
La construcción del ascensor Villanelo favoreció el desarrollo inmobiliario del sector, ya que en los años siguientes a su inauguración se construyeron nuevos edificios y casas en el sector alto de Viña del Mar, como por ejemplo el conjunto parque residencial Villanelo Alto entre 1987 y 1988.
Luego de estar cerrado durante seis meses, desde marzo de 2010, el ascensor Villanelo fue reabierto el 14 de septiembre del mismo año; durante el período en que estuvo cerrado se realizaron diversas reparaciones que costaron en total 15 millones de pesos: mejoras de los sistemas eléctricos, de frenos, de seguridad, de tracción y suspensión, además de la mantención de los rieles. En esa ocasión también fue concesionado nuevamente a Julio Matus Moraga por 10 años. El funicular moviliza alrededor de 350 personas diarias.
En 2020 la concesión del ascensor fue otorgada a Rodrigo Matus Órdenes por un periodo de 8 años; producto de la pandemia de COVID-19, suspendió sus operaciones hasta el 18 de junio de 2021, fecha en que reabrió de forma transitoria producto del confinamiento a raíz la situación sanitaria.